# Jadran Beljo
Jadran Beljo (Greater Sudbury, Ontario, 25. veljače 1987.) hrvatski je profesionalni hokejaš na ledu. Igra na poziciji lijevog krila.

## Karijera
Beljo je pet sezona odradio u jednoj od najjačih juniorskih liga na svijetu OHL-u (Ontario Hockey League). Prvo za Peterborough Petes, onda za Mississauga IceDogse, te zadnju sezonu za London Knightse. Najveći uspjeh u OHL-u mu je bio u sezoni 2004./05. kada je s Peterborough Petesima stigao do konferencijskog finala. Statistički najbolju sezonu imao je 2006./07. kada je u 63 utakmice postigao 36 golova i dodao 43 asistencije. Ukupno je u juniorskoj konkurenciji u 267 utakmica postigao 101 gol i 120 asistencija.
Sezonu 2008./09. propustio je zbog ozljede ramena, koju je zadobio u kampu NHL momčadi Toronto Maple Leafsa. Morao je na operaciju, a doktori mu nisu dali igrati dok se nije potpuno oporavio. U pripremama za nadolazeću sezonu 2009./10. htio je igrati u AHL-u, a kada mu je ta mogućnost propala, sljedeća opcija bio mu je Medveščak. Iz nepoznatih razloga Beljo u studenom 2009. godine napušta klub, pri tome zaigravši tek nekoliko puta za KHL Medveščak II.

## Vanjske poveznice
- Profil na The Internet Hockey Database
- Profil  Arhivirana inačica izvorne stranice od 13. siječnja 2010. (Wayback Machine) na Ontario Hockey League.com